# Crowne Plaza Belgrade
L'Hôtel Continental Belgrade (en serbe : Континентал Хотел Београд et Kontinental Hotel Beograd) est un hôtel cinq étoiles de Belgrade, la capitale de la Serbie. Il est situé dans la municipalité de Novi Beograd, et dans le Blok 19 de cette municipalité.

## Histoire
L'Hôtel Continental a ouvert ses portes en 1979 et fit partie de la chaîne InterContinental. Pendant les bombardements de l'OTAN, en 1999, il fut un lieu de réunion pour les partis politiques et un lieu de résidence pour les diplomates. Željko Ražnatović, un des chefs de la Serbie au temps des Guerres de Yougoslavie fut assassiné dans le hall de l'hôtel en 2000.
Après la levée des sanctions internationales contre la Serbie, le tourisme se développa et l'hôtel fit des affaires ; en revanche, il eut à subir la concurrence du Hyatt Regency Belgrade, situé à proximité.
En juillet 2006, l'hôtel perdit sa licence InterContinental et, en 2007, il fut rebaptisé Hotel International CG puis reprit son nom d'Hôtel Continental Belgrade.
En mars 2008, Interternational CG a été racheté par NBGP Properties, qui fait partie de la Delta Holding ; de ce fait, NBGP est devenu propriétaire de l'Hôtel Continental. Des travaux de rénovations sont prévus après l'Universiade de 2009 qui doit avoir lieu dans la capitale serbe.

## Caractéristiques
L'Hôtel Continental Belgrade dispose de 415 chambres, dont 30 suites. Il abrite également des salles de banquet et de conférence, ainsi que des installations sportives, des restaurants et des bars. Il fait partie du complexe du Sava Centar, avec lequel il est directement relié par un corridor souterrain.